# Цона Артиђанале (Бреша)
Цона Артиђанале је насеље у Италији у округу Бреша, региону Ломбардија.
Према процени из 2011. у насељу је живело 214 становника. Насеље се налази на надморској висини од 197 м.